# (33422) 1999 CN135
1999 CN135 (asteroide 33422) é um asteroide da cintura principal. Possui uma excentricidade de 0.07013030 e uma inclinação de 1.92525º.
Este asteroide foi descoberto no dia 8 de fevereiro de 1999 por Spacewatch em Kitt Peak.